# Magritte de la meilleure musique originale
Le Magritte de la meilleure musique originale est une récompense décernée depuis 2011 par l'Académie André Delvaux, laquelle décerne également tous les autres Magritte du cinéma.

## Palmarès

### Années 2010
| Année | Film                             | Compositeur(s)                                          |
| ----- | -------------------------------- | ------------------------------------------------------- |
| 2011  | Mr Nobody                        | Pierre Van Dormael                                      |
| 2011  | Diamant 13                       | Frédéric Vercheval                                      |
| 2011  | Panique au village               | Bernard Plouvier                                        |
| 2012  | Les Géants                       | Bram Van Parys                                          |
| 2012  | Tête de bœuf (Rundskop)          | Raf Keunen                                              |
| 2012  | Krach                            | Frédéric Vercheval                                      |
| 2013  | Mobile Home                      | François Petit, Michaël de Zanet, Coyote, Renaud Mayeur |
| 2013  | 38 témoins                       | Arne Van Dongen                                         |
| 2013  | L'Hiver dernier                  | DAAU/ Die Anarchistische Abendunterhaltung              |
| 2014  | Le monde nous appartient         | Ozark Henry                                             |
| 2014  | Au nom du fils                   | Michelino Bisceglia                                     |
| 2014  | Le Sac de farine                 | Christophe Vervoort                                     |
| 2015  | Puppylove                        | Soldout (David Baboulis et Charlotte Maison)            |
| 2015  | Henri                            | Wim Willaert                                            |
| 2015  | Pas son genre                    | Frédéric Vercheval                                      |
| 2016  | Le Tout Nouveau Testament        | An Pierlé                                               |
| 2016  | Alleluia                         | Vincent Cahay                                           |
| 2016  | Melody                           | Frédéric Vercheval                                      |
| 2017  | Parasol                          | Cyrille de Haes et Manuel Roland                        |
| 2017  | Black                            | Hannes De Maeyer                                        |
| 2017  | Le Chant des hommes              | Catherine Graindorge                                    |
| 2018  | InSyriated                       | Jean-Luc Fafchamps                                      |
| 2018  | Chez nous                        | Frédéric Vercheval                                      |
| 2018  | Le Fidèle                        | Raf Keunen                                              |
| 2019  | Au temps où les arabes dansaient | Simon Fransquet                                         |
| 2019  | La Part sauvage                  | Manuel Roland et Maarten Van Cauwenberghe               |
| 2019  | Une part d'ombre                 | Vincent Liben                                           |

### Années 2020
| Année | Film                   | Compositeur(s)                             |
| ----- | ---------------------- | ------------------------------------------ |
| 2020  | Duelles                | Frédéric Vercheval                         |
| 2020  | Binti                  | Fabien Leclercq (Le Motel)                 |
| 2020  | Cavale                 | Dan Klein                                  |
| 2020  | Lola vers la mer       | Raf Keunen                                 |
| 2022  | Adoration              | Vincent Cahay                              |
| 2022  | Ma voix t'accompagnera | Loup Mormont                               |
| 2022  | Rookie                 | Daan                                       |
| 2023  | Rebel                  | Hannes De Maeyer, Oum et Aboubakr Bensaihi |
| 2023  | Inexorable             | Vincent Cahay                              |
| 2023  | La Ruche               | Fabian Fiorini                             |

## Nominations multiples
Une récompense et cinq nominations :
- Frédéric Vercheval : récompensé en 2020 pour Duelles, et nommé en 2011 pour Diamant 13, en 2012 pour Krach, en 2015 pour Pas son genre, en 2016 pour Melody et en 2018 pour Chez nous (film, 2017).

Une récompense et deux nominations :
- Vincent Cahay : récompensé en 2022 pour Adoration, et nommé en 2016 pour Alleluia et en 2023 pour Inexorable.

Une récompense et une nomination :
- Manuel Roland : récompensé en 2017 pour Parasol (avec Cyrille de Haes), et nommé en 2019 pour La Part sauvage (avec Maarten Van Cauwenberghe).
- Hannes De Maeyer : récompensé en 2023 pour Rebel, et nommé en 2017 pour Black.

Trois nominations :
- Raf Keunen : en 2012 pour Tête de bœuf, en 2018 pour Le Fidèle et en 2020 pour Lola vers la mer.